# ترافلرز ريست
ترافلرز ريست (كارولاينا الجنوبية) (بالإنجليزية: Travelers Rest, South Carolina)‏ هي مدينة تقع في الولايات المتحدة في مقاطعة غرينفيل (كارولاينا الجنوبية).  يقدر عدد سكانها بـ 4,576 نسمة ومساحتها 11.4 كم2  وترتفع عن سطح البحر 334 متر.

## التركيبة السكانية
حدّد مكتب تعداد الولايات المتحدة بيانات التركيبة السكانية لترافلرز ريست في تعداد الولايات المتحدة. في ما يلي، التركيبة السكانية حسب تعدادي 2000 و2010.

### تعداد عام 2000
بلغ عدد سكان ترافلرز ريست 4,099 نسمة بحسب تعداد عام 2000، وبلغ عدد الأسر 1,563 أسرة وعدد العائلات 1,138 عائلة مقيمة في المدينة. في حين سجلت الكثافة السكانية 250.2 نسمة لكل كيلومتر مربع (648.0/ميل2). وبلغ عدد الوحدات السكنية 1,729 وحدة بمتوسط كثافة قدره 105.6 لكل كيلومتر مربع (273.5/ميل2).
وتوزع التركيب العرقي للمدينة بنسبة 77.36% من البيض و18.30% من الأمريكيين الأفارقة و0.27% من الأمريكيين الأصليين و1.22% من الأمريكيين ذوي الأصول الآسيوية و1.68% من الأعراق الأخرى و1.17% من عرقين مختلطين أو أكثر و4.22% من الهسبانيون أو اللاتينيون من أي عرق.
بلغ عدد الأسر 1,563 أسرة كانت نسبة 40.9% منها لديها أطفال تحت سن الثامنة عشر تعيش معهم، وبلغت نسبة الأزواج القاطنين مع بعضهم البعض 49.6% من أصل المجموع الكلي للأسر، ونسبة 18.6% من الأسر كان لديها معيلات من الإناث دون وجود شريك،  بينما كانت نسبة 4.5% من الأسر لديها معيلون من الذكور دون وجود شريكة وكانت نسبة 27.2% من غير العائلات. تألفت نسبة 22.5% من أصل جميع الأسر من عدة أفراد يعيشون في نفس المنزل ونسبة 8.8% كانت تتألف من شخص يعيش بمفرده يبلغ من العمر 65 عاماً أو أكثر. وبلغ متوسط حجم الأسرة المعيشية 2.60، أما متوسط حجم العائلات فبلغ 3.04.
بلغ العمر الوسطي للسكان 32.2 عاماً. وكانت نسبة 29.2% من القاطنين تحت سن الثامنة عشر، وكانت نسبة 9.6% بين الثامنة عشر والرابعة والعشرين عاماً، ونسبة 29.4% كانت واقعةً في الفئة العمرية ما بين الخامسة والعشرين والرابعة والأربعين عاماً، ونسبة 20.3% كانت ما بين الخامسة والأربعين والرابعة والستين، ونسبة 10.5% كانت ضمن فئة الخامسة والستين عاماً فما فوق. يوجد لكل 100 أنثى 92.6 ذكر، ويوجد لكل 100 أنثى في الثامنة عشر من عمرها فما فوق 87.1 ذكر.
بلغ متوسط دخل الأسرة في المدينة 34,917 دولارًا، أما متوسط دخل العائلة فبلغ 38,229 دولارًا. وكان متوسط دخل الذكور 30,377 دولارًا مقابل 22,634 دولارًا للإناث. وسجل دخل الفرد الخاص بالمدينة 15,704 دولارًا. وكانت نسبة 12.2% من العائلات ونسبة 15.8% من السكان تحت خط الفقر، وكان من هؤلاء نسبة 23.9% تحت سن الثامنة عشر ونسبة 11.8% في الخامسة والستين من العمر وما فوق.

### تعداد عام 2010
بلغ عدد سكان ترافلرز ريست 4,576 نسمة بحسب تعداد عام 2010، وبلغ عدد الأسر 1,740 أسرة وعدد العائلات 1,254 عائلة مقيمة في المدينة. في حين سجلت الكثافة السكانية 279.4 نسمة لكل كيلومتر مربع (723.6/ميل2). وبلغ عدد الوحدات السكنية 1,919 وحدة بمتوسط كثافة قدره 117.2 لكل كيلومتر مربع (303.5/ميل2).
وتوزع التركيب العرقي للمدينة بنسبة 79.94% من البيض و15.32% من الأمريكيين الأفارقة و0.24% من الأمريكيين الأصليين و1.11% من الأمريكيين ذوي الأصول الآسيوية و0.02% من سكان جزر المحيط الهادئ و1.77% من الأعراق الأخرى و1.60% من عرقين مختلطين أو أكثر و4.50% من الهسبانيون أو اللاتينيون من أي عرق.
بلغ عدد الأسر 1,740 أسرة كانت نسبة 39.8% منها لديها أطفال تحت سن الثامنة عشر تعيش معهم، وبلغت نسبة الأزواج القاطنين مع بعضهم البعض 49.5% من أصل المجموع الكلي للأسر، ونسبة 17.6% من الأسر كان لديها معيلات من الإناث دون وجود شريك،  بينما كانت نسبة 4.9% من الأسر لديها معيلون من الذكور دون وجود شريكة وكانت نسبة 27.9% من غير العائلات. تألفت نسبة 24.4% من أصل جميع الأسر من عدة أفراد يعيشون في نفس المنزل ونسبة 9.9% كانت تتألف من شخص يعيش بمفرده يبلغ من العمر 65 عاماً أو أكثر. وبلغ متوسط حجم الأسرة المعيشية 2.60، أما متوسط حجم العائلات فبلغ 3.07.
بلغ العمر الوسطي للسكان 34.4 عاماً. وكانت نسبة 29.3% من القاطنين تحت سن الثامنة عشر، وكانت نسبة 8.4% بين الثامنة عشر والرابعة والعشرين عاماً، ونسبة 26.9% كانت واقعةً في الفئة العمرية ما بين الخامسة والعشرين والرابعة والأربعين عاماً، ونسبة 23.3% كانت ما بين الخامسة والأربعين والرابعة والستين، ونسبة 12.1% كانت ضمن فئة الخامسة والستين عاماً فما فوق. وتوزع التركيب الجنسي للسكان بنسبة 47.3% ذكور و52.7% إناث.

## أعلام
- ويل فورد
- ريد هويل